# Don Gillis
Donald Eugene Gillis (Cameron, 17 giugno 1912 – Columbia, 10 gennaio 1978) è stato un compositore, direttore d'orchestra, insegnante e produttore radiofonico statunitense.
La composizione più nota è la sua sinfonia per orchestra ''Symphony No. 5½, A Symphony for Fun''.

## Biografia
Gillis è nato a Cameron, nel Missouri . La sua famiglia si trasferì a Fort Worth, in Texas, e studiò alla Texas Christian University, suonando il trombone e recitando come aiuto regista della band universitaria. Si laureò nel 1935 e ottenne un Master presso la North Texas State University nel 1943.
Divenne direttore di produzione per la stazione radio WBAP, in seguito si trasferì alla NBC dove divenne produttore per la NBC Symphony Orchestra durante il mandato del suo direttore Arturo Toscanini . Durante la sua carriera ricoprì diversi incarichi di insegnamento presso istituzioni accademiche negli Stati Uniti meridionali e contribuì a fondare l'orchestra Symphony of the Air . Gillis produsse diversi programmi radiofonici della NBC, tra cui "Serenade to America" e "NBC Concert Hour". Dopo che Toscanini si ritirò nel 1954, Gillis, in qualità di presidente della Symphony Foundation of America, fu determinante per aiutare a formare la Symphony of the Air, usando membri della vecchia NBC Symphony. Gillis produsse il programma radiofonico "Toscanini: The Man Behind the Legend", che fu eseguito per diversi anni su NBC dopo la morte del direttore italiano.
Nel 1973 entrò a far parte della facoltà dell'Università della Carolina del Sud dove fondò e fu presidente dell'Istituto per le arti dei media e fu determinante nella creazione del Centro di servizi didattici. Il dott. Gillis prestò servizio come compositore residente dell'USC fino alla sua morte.
Muore a Columbia, nella Carolina del Sud, il 10 gennaio 1978. I suoi manoscritti e una vasta collezione di materiale registrato sono conservati presso l' Università del Nord del Texas a Denton.

## Musica
Nonostante le sue responsabilità amministrative, Gillis fu un prolifico compositore, scrivendo dieci sinfonie orchestrali, poemi tonali come Portrait of a Frontier Town (Ritratto di una città di frontiera), concerti per pianoforte, rapsodie per arpa e orchestra e sei quartetti d'archi. Ha anche composto una grande varietà di musica bandistica. Gillis è ricordato come il compositore della sua Sinfonia n. 5½, A Symphony for Fun, originariamente eseguita da Arturo Toscanini e l'Orchestra Sinfonica della NBC durante un concerto trasmesso dal 21 settembre 1947, che Gillis anche produsse; il brano venne conservato su dischi di trascrizione ma non rilasciato commercialmente. Dal 2005, le sue sinfonie sono state registrate dall'etichetta Albany Records.
Gillis cercò di interpretare musicalmente la cultura americana contemporanea. La sua musica attingeva alla  musica popolare, in particolare enfatizzando il jazz, che considerava un elemento rivitalizzante nella musica americana. Assimilò le influenze popolari in uno stile semplice e diretto, volto a comunicare con il suo pubblico, ponendo l'accento sulla scrittura chiara, accessibile e melodica. Molte delle sue opere sono meglio caratterizzate come divertenti e piene di umorismo.

## Lista delle principali composizioni

### Con Data
- 1936 String Quartet 1
- 1937 The Panhandle, symphonic suite for orchestra
- 1937 The Crucifixion, cantata
- 1937 The Woolyworm, for orchestra
- 1937 Thoughts Provoked on Becoming a Prospective Papa, symphonic suite
- 1937 The Raven, after Edgar Allan Poe, for narrator and orchestra
- 1938 Suite 1 for Wind Quintet
- 1939 Suite 2 for Wind Quintet
- 1939 Suite 3 for Wind Quintet
- 1939–40 Symphony 1, An American Symphony
- 1940 Intermission – Ten Minutes, symphonic sketch for orchestra
- 1940 Portrait of a Frontier Town, for orchestra
- 1940 Symphony 2, Symphony of Faith
- 1940 Night Song, for Concert Band
- 1940–41 Symphony 3, A Symphony for Free Men
- 1941 The Night Before Christmas, for narrator and orchestra
- 1942 Three Sketches, for strings
- 1943 Prairie Poem, tone poem
- 1943 Symphony 4, The Pioneers
- 1944 The Alamo, tone poem
- 1944 A Short Overture to an Unwritten Opera, for orchestra
- 1944–45 Symphony 5, In Memoriam
- 1945 To An Unknown Soldier, tone poem
- 1945 This Is Our America, cantata
- 1945–46 Symphony 5½, A Symphony for Fun
- 1946 Rhapsody for harp and orchestra
- 1947 Dude Ranch, tone poem
- 1947 String Quartet 6
- 1947 Symphony 6, Mid-Century USA
- 1948 Symphony 7, Saga of the Prairie School
- 1949 Shindig, ballet in 7 episodes for orchestra
- 1950 Symphony 8, A Dance Symphony
- 1950 Tulsa, a symphonic portrait in oil, for orchestra
- 1951 Symphony 9, Star-Spangled Symphony
- 1953 (Or 1946 ?) Rhapsody for Harp and Orchestra
- 1954 The Coming of The King, for chorus
- 1956 Piano Concerto 1, Encore Concerto
- 1956 Pep-Rally, opera for band
- 1957 The Park Avenue Kids, opera
- 1957 Five Acre Pond, for oboe and orchestra
- 1958 The Libretto, opera
- 1958 Men of Music, for band
- 1959 The Land of Wheat, suite for band
- 1961–62 The Legend of Star Valley Junction, opera
- 1962 Armaillo, A symphonic celebration
- 1964 Ceremony of Allegiance, for narrator and band
- 1965 Seven Golden Texts, for narrator voices and orchestra
- 1966 The Gift of the Magi, opera
- 1966 World Premiere, opera
- 1966 Piano Concerto 2
- 1967 Arturo Toscanini, A Portrait of a Century, for narrator and orchestra
- 1967 Symphony X (nº10), Big D(allas)
- 1967-8 The Nazarene, opera
- 1969 Rhapsody for trumpet and orchestra
- 1973 Behold the Man, opera
- 1976 The Secret History of the Birth of a Nation, for narrator voices and orchestra

### Senza Data
- The January, February, March
- Requiem for a Hero

## Pubblicazioni
- Il conduttore sinfonico incompiuto . Pemberton Press (1967). Un manuale di direzione satirica.
- L'arte dell'istruzione mediatica . Crescendo Book Publications (1973).

## Iscrizioni ad associazioni
- Phi Mu Alpha Sinfonia
  - Alpha Alpha, 1958
  - Gamma Theta, 1941